# Yamil Asad
Yamil Rodrigo Asad (Buenos Aires, Argentina; 27 de julio de 1994) es un futbolista argentino-libanés juega como mediocampista y su equipo actual es el Cuiabá Esporte Clube, de la Serie B de Brasil.
Es hijo del exfutbolista y entrenador Omar Asad. Asimismo su Tío, Julio Asad, también fue futbolista de la "V" azulada, entre otros.

## Trayectoria
Debutó como profesional el 14 de abril de 2013, contra Colón en el Cementerio de los Elefantes, ingresó al minuto 76 por Brian Ferreira y perdieron 2 a 1.
A nivel internacional, disputó su primer encuentro el 30 de abril de 2014 contra Nacional por la Copa Libertadores, empataron 2 a 2.
Convirtió su primer gol el 21 de febrero de 2015 por la segunda fecha del Campeonato de Primera División, contra Crucero del Norte, partido que finalizaría 2 a 1 en favor de Vélez Sarsfield.
En el fútbol estadounidense, precisamente en el Atlanta United FC, dirigido por su compatriota Gerardo Martino, se dio el lujo de quedar en la historia: anotó el 5 de marzo de 2017 el primer gol del club de Georgia (Estados Unidos) en la Major League Soccer. Fue en la derrota por 2-1 contra New York Red Bulls ante 55 mil espectadores en el Bobby Dodd Stadium.
Al finalizar su contrato con D.C. United, fichó con Universidad Católica para la temporada 2022.

## Estadísticas

### Clubes
Actualizado hasta su último partido disputado el 22 de febrero de 2025.
| Club                                | Div.          | Temporada     | Liga  | Liga  | Liga   | Copas nacionales | Copas nacionales | Copas nacionales | Copas internacionales | Copas internacionales | Copas internacionales | Total | Total | Total  |
| Club                                | Div.          | Temporada     | Part. | Goles | Asist. | Part.            | Goles            | Asist.           | Part.                 | Goles                 | Asist.                | Part. | Goles | Asist. |
| ----------------------------------- | ------------- | ------------- | ----- | ----- | ------ | ---------------- | ---------------- | ---------------- | --------------------- | --------------------- | --------------------- | ----- | ----- | ------ |
| C. A. Vélez Sarsfield Argentina     | 1.ª           | 2012-13       | 1     | 0     | 0      | —                | —                | —                | —                     | —                     | —                     | 1     | 0     | 0      |
| C. A. Vélez Sarsfield Argentina     | 1.ª           | 2013-14       | 5     | 0     | 0      | —                | —                | —                | 1                     | 0                     | 0                     | 6     | 0     | 0      |
| C. A. Vélez Sarsfield Argentina     | 1.ª           | 2014          | 13    | 0     | 0      | 1                | 0                | 0                | —                     | —                     | —                     | 14    | 0     | 0      |
| C. A. Vélez Sarsfield Argentina     | 1.ª           | 2015          | 25    | 4     | 2      | 4                | 0                | 1                | —                     | —                     | —                     | 29    | 4     | 3      |
| C. A. Vélez Sarsfield Argentina     | 1.ª           | 2016          | 9     | 0     | 3      | 1                | 0                | 0                | —                     | —                     | —                     | 10    | 0     | 3      |
| C. A. Vélez Sarsfield Argentina     | 1.ª           | 2016-17       | 2     | 0     | 0      | —                | —                | —                | —                     | —                     | —                     | 2     | 0     | 0      |
| C. A. Vélez Sarsfield Argentina     | 1.ª           | 2018-19       | 1     | 0     | 0      | —                | —                | —                | —                     | —                     | —                     | 1     | 0     | 0      |
| C. A. Vélez Sarsfield Argentina     | Total club    | Total club    | 56    | 4     | 5      | 6                | 0                | 1                | 1                     | 0                     | 0                     | 63    | 4     | 6      |
| Atlanta United F. C. Estados Unidos | 1.ª           | 2017          | 33    | 7     | 11     | —                | —                | —                | —                     | —                     | —                     | 33    | 7     | 11     |
| Atlanta United F. C. Estados Unidos | Total club    | Total club    | 33    | 7     | 11     | 0                | 0                | 0                | 0                     | 0                     | 0                     | 33    | 7     | 11     |
| D.C. United Estados Unidos          | 1.ª           | 2018          | 31    | 9     | 5      | 2                | 0                | 0                | —                     | —                     | —                     | 33    | 9     | 5      |
| D.C. United Estados Unidos          | 1.ª           | 2020          | 23    | 3     | 2      | —                | —                | —                | —                     | —                     | —                     | 23    | 3     | 2      |
| D.C. United Estados Unidos          | 1.ª           | 2021          | 16    | 2     | 1      | —                | —                | —                | —                     | —                     | —                     | 16    | 2     | 1      |
| D.C. United Estados Unidos          | 1.ª           | 2023          | 21    | 0     | 0      | 2                | 1                | 0                | 3                     | 0                     | 0                     | 26    | 1     | 0      |
| D.C. United Estados Unidos          | Total club    | Total club    | 91    | 14    | 8      | 4                | 1                | 0                | 3                     | 0                     | 0                     | 98    | 15    | 8      |
| Universidad Católica · Chile        | 1.ª           | 2022          | 12    | 1     | 0      | 1                | 0                | 0                | 1                     | 0                     | 0                     | 14    | 1     | 0      |
| Universidad Católica · Chile        | Total club    | Total club    | 12    | 1     | 0      | 1                | 0                | 0                | 1                     | 0                     | 0                     | 14    | 1     | 0      |
| F. C. Cincinnati Estados Unidos     | 1.ª           | 2024          | 26    | 4     | 5      | —                | —                | —                | 3                     | 2                     | 0                     | 29    | 6     | 5      |
| F. C. Cincinnati Estados Unidos     | Total club    | Total club    | 26    | 4     | 5      | 0                | 0                | 0                | 3                     | 2                     | 0                     | 29    | 6     | 5      |
| Cuiabá E. C. · Brasil               | 2.ª           | 2025          | —     | —     | —      | 2                | 0                | 1                | —                     | —                     | —                     | 2     | 0     | 1      |
| Cuiabá E. C. · Brasil               | Total club    | Total club    | 0     | 0     | 0      | 2                | 0                | 1                | 0                     | 0                     | 0                     | 2     | 0     | 1      |
| Total carrera                       | Total carrera | Total carrera | 218   | 30    | 29     | 13               | 1                | 2                | 8                     | 2                     | 0                     | 239   | 33    | 31     |
| 1. 2.                               |               |               |       |       |        |                  |                  |                  |                       |                       |                       |       |       |        |